# Rîbița
Rîbița is een dorp en gemeente in de regio Transsylvanië, in het Roemeense district Hunedoara. Het dorp ligt 7 km ten noordwesten van Brad. Het dorp bezit een kerk, die in 1417 is gebouwd door de heersers Vladislav en Miclăuș en nog steeds originele fresco's bezit.